# Synagoge (Marienburg)
Koordinaten: 54° 1′ 30″ N, 19° 1′ 4″ O

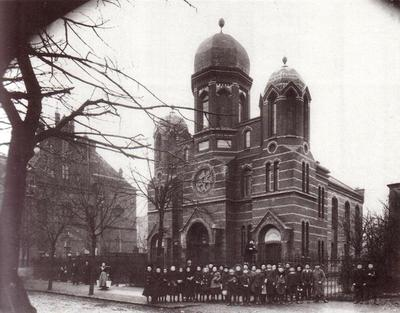
Synagoge circa 1900

Die Synagoge Marienburg war eine Synagoge an der ehemaligen Schulgasse, Ecke Strunmer Weg in Marienburg. Sie und wurde in den Jahren 1897/98 nach Plänen des Architekten Carl Lübke gebaut. Sie kostete 40.000 Reichsmark. Die Einweihung fand am 30. August 1898 in Anwesenheit der Rabbiner Blumenthal aus Danzig und Silberstein aus Elbing und dem Gemeindevorsteher Pinkus statt. Beim Novemberpogrom 1938 wurde die Synagoge zerstört.